# CX 4 Radio Rural
CX 4 Radio Rural urugvajska je radijska postaja sa sjedištem u Montevideu. Cjelokupni program postaje odvija se na španjolskom jeziku.
Frekvencija radijske postaje je 610 AM-a.
Jačina odašiljača tijekom dnevnog i noćnog programa iznosi stalnih 50 KW, čime postaja pokriva područje cijelog grada.
Radio je osnovao odvjetnik i političar Domingo Bordaberry, koji je svoj dio radijskog programa posvećivao poljoprivredi i putovanjima. Neki od poznatih urugvajskih novinara i osoba iz javnog života koje su radile na radiju su:
- Benito Nardone
- Eduardo J. Corso

CX 4 Radio Rural je član ANDEBU-a, nacionalne trgovačke i lobističke grupe koja predstavlja interese radija i sličnih medija u Urugvaju.